# Йоунас Кристьяунссон (редактор)
Йоунас Кристьяунссон (исл. Jónas Kristjánsson; 5 февраля 1940, Рейкьявик — 29 июня 2018, Рейкьявик) — исландский писатель, журналист и редактор. Был одним из самых влиятельных людей в истории исландской журналистики во второй половине XX века и одним из сторонников отхода газетных публикаций от политических партий.

## Биография
Йоунас родился в Рейкьявике в семье врача Кристьяуна Йоунассона и бухгалтера Анны Пьетюрсдоуттир. Дед — Йоунас Кристьяунссон, бывший член альтинга и основатель Náttúrulækningafélag Íslands.
Окончил Колледж Рейкьявика в 1959 году и Исландский университет в 1966 году.
Был журналистом газеты Tíminn с 1961 по 1964 год, а затем редактором газеты Vísir до 1975 года. После конфликта в группе владельцев Vísir по поводу его редакционной политики, Йоунас основал Dagblaðið. Создание Dagblaðið ознаменовало собой большой прорыв в издании газет в Исландии, поскольку это была первая крупная газета, независимая от политических партий. В 1981 году Dagblaðið объединилась с Vísir, образовав Dagblaðið Vísir (DV), и Йоунас работал в ней редактором до 2001 года. В 2002 году был редактором газеты Fréttablaðið, а в 2003 году вернулся в DV в качестве колумниста. В 2005 году снова был принят на должность редактора DV, а в 2006 году навсегда покинул этот пост. С 2006 по 2008 год он преподавал журналистику в Исландском университете.

## Личная жизнь
Йоунас женился на Кристин Хадльдоурсдоуттир 24 декабря 1963 года, у них родилось четверо детей. Кристин была членом альтинга в 1983—1989 и 1995—1999 годах, умерла 14 июля 2016 года.

## Смерть
Умер 29 июня 2018 года в кардиологическом отделении Национальной университетской больницы Исландии.